# The Gospel of Us
The Gospel of Us je britský dramatický film z roku 2012. Natočil jej anglický režisér Dave McKean podle scénáře, jehož autorem byl velšský spisovatel Owen Sheers (scénář napsal podle stejnojmenného románu, jehož autorem je rovněž on). Film vznikl a odehrává se ve Walesu (Port Talbot) a rovněž v něm hráli velšští herci. Hlavní roli ve filmu hrál Michael Sheen. Dále ve filmu hráli například Kyle Rees, Hywel Simons a Di Botcher. Natáčení se účastnilo více než tisíc lidí. Snímek byl premiérově uveden 9. dubna roku 2012 v Port Talbotu. Dne 13. dubna toho roku byl uveden v celém Spojeném království.